# Dipòsits d'aigua de les Borges del Camp
Els Dipòsits d'aigua de les Borges del Camp és una obra del municipi de les Borges del Camp (Baix Camp) protegida com a bé cultural d'interès local.

## Descripció
Els antics dipòsits d'aigua estan situats entre l'antic pont de la cotxeria i el pont de ferro i separats uns deu metres de la rasa de les vies. L'edifici conté tres grans dipòsits en forma de piscina enterrada de 10,5 x 17 metres i 7 metres de fondària. L'edifici està format per una sèrie d'arcs faixons d'obra de fàbrica revestida; els arcs es recolzen en cada passadís de separació dels dipòsits deixant una porta de pas pel seu interior. La coberta està formada amb voltes de maó de pla que segueixen la forma dels arcs faixons; sobre cada dipòsit hi ha una volta llarga i sobre cada passadís que els separa hi ha una de curta. Les voltes arrenquen d'unes bigues formades per rails de ferrocarril que a la vegada són sustentades a les arrencades dels arcs faixons. Les façanes de tancament longitudinals disposen de nou obertures verticals en cada extrem de cada nau principal. Les façanes transversals són cegues.
El mur de contenció que hi ha entre l'edifici i les vies és atalussat i, en la part central, sobresurt un cos edificat que era l'únic accés cap a la terrassa o es troben els dipòsits. A més a més, en la base d'aquest cos hi ha una sèrie de canonades i aixetes per buidar els dipòsits.

## Història
Aquests dipòsits d'aigua abastien l'estació de Reus i les màquines de tren. Formen part de les obres que es van realitzar quan es va construir el tram de Reus a Falset de la línia ferroviària que havia d'unir Barcelona amb Madrid.